# Białyszewo
Białyszewo – wieś w Polsce położona w województwie mazowieckim, w powiecie sierpeckim, w gminie Sierpc. Ma status sołectwa.
Prywatna wieś szlachecka położona była w drugiej połowie XVI wieku w powiecie sierpeckim województwa płockiego. W okresie międzywojennym Białyszewo leżało w powiecie sierpeckiem w województwie warszawskim. 
Okupację niemiecką Białyszewa zakończyło 21 stycznia 1945 roku zajęcie miejscowości przez wojska 70 Armii 1 Frontu Białoruskiego Armii Czerwonej.
Po wojnie wieś znalazła się w gminie Białyszewo, choć siedzibą był Goleszyn. Po roku 1957 wraz z nowym podziałem administracyjnym zniesiono gminę, w miejscowość stała się siedzibą gromady. Po kolejnej reformie administracyjnej w 1975 roku miejscowość administracyjnie należała do województwa płockiego.